# Cruz de Federico Augusto
La Cruz de Federico Augusto (en alemán, Friedrich-August-Kreuz) fue una condecoración alemana de la Primera Guerra Mundial. Fue establecida el 24 de septiembre de 1914 por el Gran Duque Federico Augusto II de Oldenburgo, con dos clases, para (según su cita) "todas las personas de estatus civil o militar que han mostrado un destacado servicio durante la propia guerra".

## Insignia
La Cruz de Federico Augusto es un cruz pattée negra de hierro con una corona de laurel entre sus brazos. El anverso de la cruz lleva un medallón circular central con las iniciales FA. La corona de Oldenburgo aparece en el brazo superior de la cruz, con el brazo inferior llevando la fecha 1914. El reverso es plano.

## Condecorados

### Primera Clase
| - Príncipe Adalberto de Prusia - Conrad Albrecht - Joachim von Amsberg - Hermann Bauer - Paul Behncke - Theobald von Bethmann-Hollweg - Johannes Blaskowitz - Werner von Blomberg - Friedrich Boedicker - Walter Böning - Walter Braemer - Karl-Heinrich Brenner - Eduard von Capelle - Príncipe Eitel Federico de Prusia - Archiduque Eugenio de Austria - Alexander von Falkenhausen | - Kurt Fricke - Hermann Geyer - Leo Geyr von Schweppenburg - Hermann von Hanneken - Heino von Heimburg - Wilhelm Heye - Paul von Hindenburg - Franz von Hipper - Henning von Holtzendorff - Gerhard Kauffmann - Wilhelm Keitel - Werner Kempf - Gustav Kieseritzky - Philipp Kleffel - Gustav Leffers - Felix von Luckner | - Günther Lütjens - Georg Alexander von Müller - Karl August Nerger - Erich Raeder - Ludwig von Reuter - Ehrhard Schmidt - Hubert Schmundt - Otto Schniewind - Otto Schultze - Hans von Seeckt - Otto von Stülpnagel - Karl Topp - Adolf von Trotha - Walter Warzecha - Guillermo II de Alemania - Karl Witzell - Eberhard Wolfram |

### Segunda Clase
- Ludwig Bieringer
- Hellmuth Heye
- Ernst Lindemann